# Norbert Haas

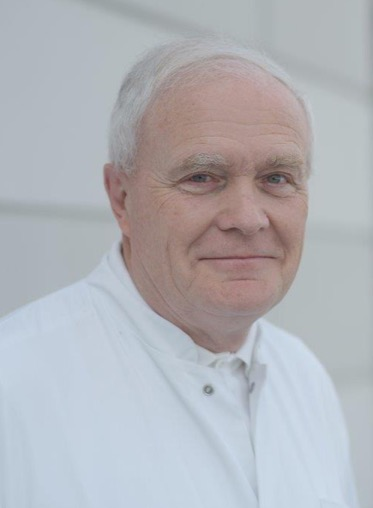
Norbert Haas (2016)

Norbert Peter Haas (* 25. Juni 1946 in Ludwigsburg) ist ein deutscher Unfallchirurg.

## Karriere
Haas studierte von 1966 bis 1972 an der Eberhard Karls Universität Tübingen und der Christian-Albrechts-Universität zu Kiel Medizin. 1974 wurde er in Kiel zum Dr. med. promoviert. Von 1973 bis 1992 arbeitete er an der Medizinischen Hochschule Hannover. 1983 habilitiert, wurde er 1985 Leitender Oberarzt und Vertreter von Harald Tscherne. 1987 wurde er zum apl. Professor ernannt. Ab 1992 war er Ordinarius für Unfall- und Wiederherstellungschirurgie am Universitätsklinikum Rudolf Virchow der Freien Universität Berlin und nach Übertragung des Virchow-Klinikums 1995 an die Humboldt-Universität zu Berlin dort Ordinarius für Unfall- und Wiederherstellungschirurgie. Mit der erneuten Neuordnung der Berliner Hochschulmedizin und Fusion aller medizinischen Fakultäten wurde Haas von 2003 bis 2016 Direktor des „Centrums für Muskuloskeletale Chirurgie“ (CMSC, Klinik für Unfall- und Wiederherstellungschirurgie und Klinik für Orthopädie) der Charité-Universitätsmedizin Berlin. Am 1. April 2016 übergab er die Leitung des CMSC an Michael Schütz und Carsten Perka.
Weitere Aktivitäten und Mitgliedschaften
Mitglied des Präsidiums der Deutschen Gesellschaft für Unfallchirurgie ist er seit 1988. Im Trustee Board der AO-Stiftung ist er seit 1994 vertreten. Seit 1995 ist er Ordinarius für Unfall- und Wiederherstellungschirurgie der medizinischen Fakultät der Humboldt-Universität zu Berlin. Von 1999 bis 2000 war er Präsident der Berlin-Brandenburgischen Unfallchirurgischen Gesellschaft. Präsident der Deutschen Gesellschaft für Unfallchirurgie (DGU) war er 2000. Ständiges Mitglied des Präsidiums der DGCh ist er seit dem Jahre 2000. Von 2001 bis 2002 war er erster Vorsitzender der Berliner Chirurgischen Gesellschaft, Vereinigung der Chirurgen Berlins und Brandenburgs. Fünf Jahre lang, von 2001 bis 2006 war er Präsidiumsmitglied der Deutschen Gesellschaft für Orthopädie und Traumatologie (DGOOC) gewesen. Präsident der Deutschen Gesellschaft für Chirurgie (DGCh) war er von 2002 bis 2003. Ebenfalls im Jahre 2003 wurde er Mitglied des Wissenschaftlichen Beirates der Bundesärztekammer. Seit 2016 ist er im Vorstand des Wissenschaftlichen Beirates der BÄK. Adjunct Professor der University of Technology Brisbane/Australien ist er seit 2005. Von 2007 bis 2013 war er Senator der Deutschen Forschungsgemeinschaft und Mitglied des Hauptausschusses der DFG. Seit 2006 ist er einer der Geschäftsführer der Langenbeck-Virchow-Haus GbR. Von 2006 bis 2012 ist er Mitglied des Wissenschaftlichen Beirates der Aesculap Akademie Berlin.
Vorstandsvorsitzender des Centrums für Sportwissenschaft und Sportmedizin Berlin (CSSB) der Humboldt-Universität und der Charité von 2007 bis 2014. Seit 2007 ist er Senator auf Lebenszeit der Deutschen Gesellschaft für Chirurgie. Beiratsvorsitzender Julius-Wolff-Institut Berlin ist er seit 2008. Ebenfalls seit 2008 ist er ein ADAC-Beiratsmitglied. Seit 2009 ist er im Board of Directors Wyss Institute Harvard University Boston. Von 2010 bis 2012 war er Präsident der Internationalen AO Foundation Schweiz. Von 2010 bis 2015 Mitglied des EFORT-Exekutivkomitees. Von 2011 bis 2021 war er Mitglied des Wissenschaftlichen Beirates für das Sanitäts- und Gesundheitswesen beim Bundesminister der Verteidigung (Wehrmedizinischer Beirat), zuletzt als Sprecher des Beirates. Von 2013 bis 2014 war er erneut 1. Vorsitzender der Berliner Chirurgischen Gesellschaft, Vereinigung der Chirurgen Berlins und Brandenburgs. Seit 2013 ist er Mitglied des Stiftungsrates der Deutschen Tinnitus-Stiftung Charité.

## Familie
Norbert Haas und seine Frau Judith, Ärztin und Professorin für Neurologie, haben zwei erwachsene Töchter.

## Ehrenmitgliedschaften und Ehrungen
Haas ist Ehrenmitglied der Schweizer Gesellschaft für Chirurgie, der Österreichischen AO, der Deutschen AO und der Deutschen Gesellschaft für Unfallchirurgie (DGU). Er ist Gründungsmitglied (2008) und Ehrenmitglied der Deutschen Gesellschaft für Orthopädie und Unfallchirurgie (DGOU). Ebenfalls ist er Ehrenmitglied der Berlin-Brandenburgischen Chirurgischen Gesellschaft. Außerdem ist er korrespondierendes Mitglied der Orthopaedic Trauma Association (USA). Zudem ist er Beiratsmitglied der European Surgical Association. Er ist Ehrenprofessor des China-Japan Friendship Hospital Beijing.
- 2009 Verleihung der Dieffenbachbüste der Deutschen Gesellschaft für Unfallchirurgie.
- 2012 Verleihung des Bundesverdienstkreuz 1. Klasse der Bundesrepublik Deutschland.[5]
- 2017 Verleihung des Rudolf Zenker Preis der Deutschen Gesellschaft für Chirurgie.
- 2019 Verleihung des EFORT Recognition Award for lifetime achievements in the field of Orthopaedics and Traumatology.
- 2024 Verleihung der Ehrenmitgliedschaft der Deutschen Gesellschaft für Orthopädie und Orthopädische Chirurgie(DGOOC)

## Herausgeber und Beirat
- Journal of Orthopaedic Trauma
- Langenbeck’s Archives of Surgery
- Der Chirurg
- Der Unfallchirurg
- Acta Chirurgiae Orthopaedicae Et Traumatologiae Cechoslovaca
- Archives of Orthopaedic surgery
- Techniques in Orthopaedics
- Zentralblatt für Chirurgie
- Chinese Journal of Orthopaedic Trauma
- Orthopaedics Today Europe
- Doctor Consult
- Medizinischer Beirat Medical Park AG (seit 2006)
- Beirat – Aesculap Akademie – Netzwerk Orthopädie/Endoprothetik (seit 2006)